# Legoland California
Legoland California é um parque temático e parque em miniatura localizado em Carlsbad, Califórnia, baseado na marca de brinquedos Lego. Em 20 de março de 1999 ele tornou-se o terceiro parque Legoland a abrir, e o primeiro Legoland fora da Europa. O parque é propriedade da Merlin Entertainments, a maior firma de parques temáticos da Europa e segunda maior do mundo após o Walt Disney Parks and Resorts. A Merlin adquiriu as propriedades em 2004 e o controle societário em 2005. A Merlin também possui e opera o aquário Sea Life aberto em 2008 na Legoland California, o primeiro na América do Norte. A Merlin emprega mais de 13 mil pessoas e atrai cerca de 41 milhões de visitantes no mundo por ano. um segundo parque nos Estados Unidos, o Legoland Florida foi aberto em 2011.

## Áreas

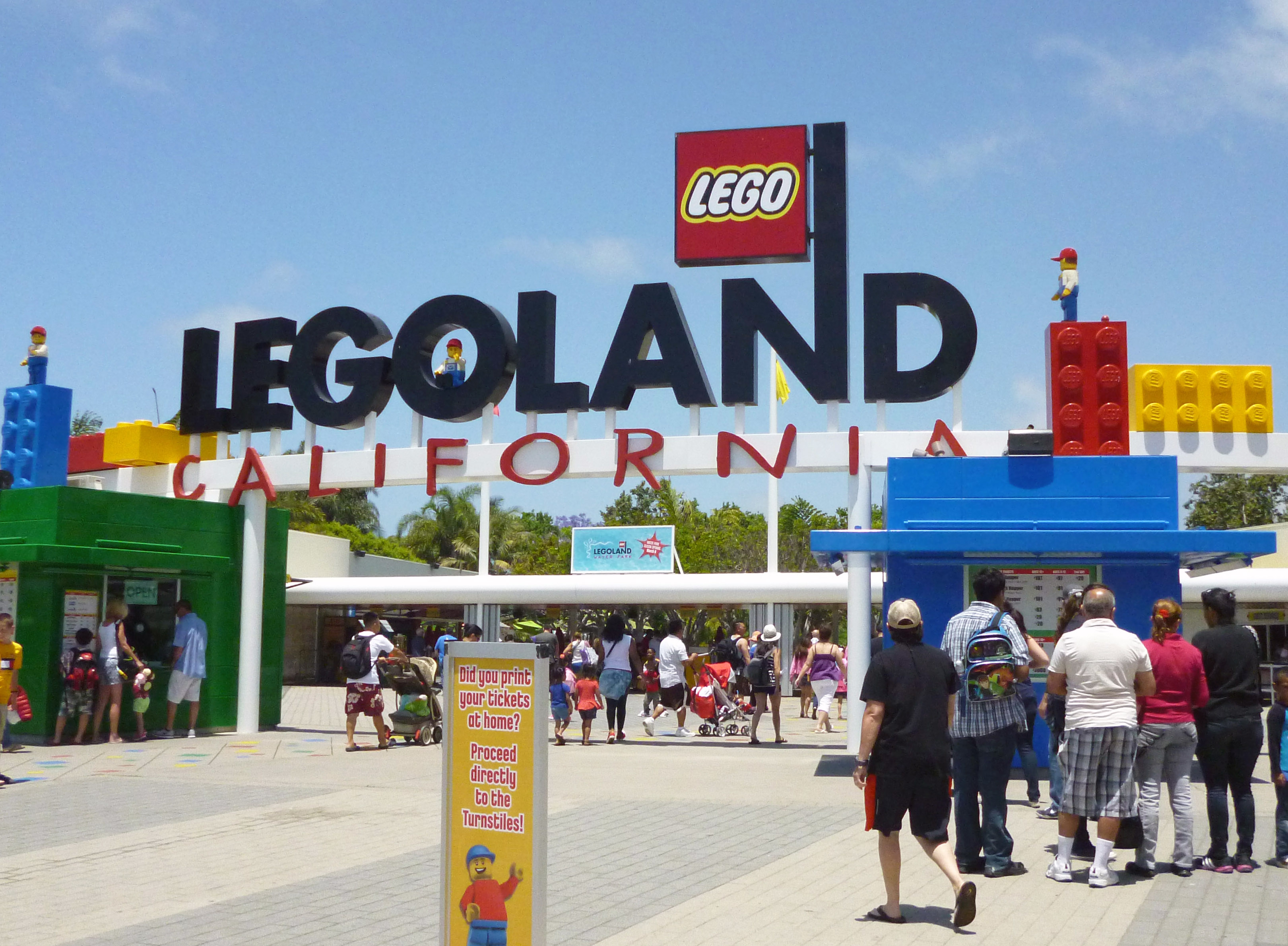
Entrada do Legoland California

### The Beginning
A seção do parque próximo à entrada é chamada "The Beginning", que inclui o Turnstiles, The Market, The Minifigure Market  (antigamente Market Place), Big Shop, Kodax Pictures, Serviços ao visitante e Procedimentos de Associação. O parque oferece um serviço de guarda de pacotes para compras feitas no parque, que se localiza no The Minifigure Market.

### Dino Island
Dino Island é uma seção com tema de dinossauros, contendo uma mini-montanha-russa de aço, com cerca de 2 minutos de duração, a "Coastersaurus". A atração foi instalada pela Ride Entertainment Group, que controla todas as operações da Gerstlauer no hemisfério ocidental.

### Duplo
A seção Duplo é baseada na marca afiliada da lego que mira as crianças entre 1 ano e meio a 5 anos de idade. A área inclui várias atrações temáticas do Duplo e de água, incluindo um playground chamado Playtown.

### Fun Town
Fun Town é uma área de diversão de role-playing onde os visitantes simulam habilidades adultas ou identidades profissionais.
- Escola de Direção da Volvo para crianças de 6 a 13 anos inclui carros Lego, múltiplas interseções, tráfego de duas vias e semáforos, em um circuito fechado projetado para promover a direção segura.
- Escola de Direção Junior da Volvo é voltada para crianças de 3 a 5 anos, contando com um circuito oval com veículos com menor aceleração.[10]
- Lego Factory é um tour em uma fábrica de Lego que detalha a produção das peças de Lego.
- Academia de Polícia e de Bombeiros é uma atração competitiva entre times onde os grupos movem um caminhão em uma corrida em uma rua para apagar um "incêndio simulado" e retornar o caminhão.
- Esquadrão de Voo é uma atração onde os visitantes andam em aviões de Lego que se movem para cima e em um círculo
- Sky Patrol é uma atração que envolve helicópteros de Lego.

Fun Town também a localização do Legoland Water Park, aberto em 28 de maio de 2010.

### Miniland USA
Miniland USA é um parque em miniatura com escala 1:20 que conta com símbolos arquitetônicos famosos de sete áreas dos Estados Unidos. Elementos no modelo são visíveis pelo parque Legoland. Ele foi construído durante três anos usando mais de 20 milhões de peças de Lego.
Áreas mostradas na Miniland:
- Las Vegas, Nevada
- Porto de New England
- New Orleans, Louisiana
- Cidade de Nova Iorque – Central Park, Midtown, Rockefeller Center, Central Park Carousel, Empire State Building, Times Square, Downtown e a Estátua da Liberdade
- San Francisco, Califórnia
- Southern California
- Washington, D.C. – conta com o National Mall do Capitólio ao Lincoln Memorial e inclui o museu Smithsonian, Georgetown e a Casa Branca

Também presente na Miniland:
- Block of Fame – Uma galeria de arte de Lego em três dimensões que conta com pessoas famosas e obras de arte
- Star Wars

A Miniland inclui a Model Shop, o projeto principal e escritório dos parques da Legoland dos Estados Unidos. Uma grande janela de observação permite aos visitantes assistir modelistas trabalhando em novos modelos.

### Castle Hill
Castle Hill é uma área temática de castelos medievais.
- Dragon – montanha-russa com uma atração no escuro por um castelo que conta com personagens animatrônicos.
- Knights Tournament – atração com um braço robótico muito grande que seleciona os níveis.
- Hideaways – um grande playground de vários andares de madeira projetado para crianças novas, estrutura com escorregadores e pontes.
- Royal Joust – uma pista oval para pequenas crianças.

A área inclui um campo de golfe em miniatura]]. O espaço anteriormente abrigava uma "banda de rock" ou "singing rock garden". As gravações originais de rock ainda podem ser ouvidas nos buracos 12-18 do campo.

### Imagination Zone
Na Imagination Zone, os visitantes podem andar em uma pequena montanha-russa chamada "Technic Coaster-Test Track"(antiga Project X), escolher entre três diferentes filmes 4D chamados "Bob the Builder", "Spellbreaker", e "Clutch Powers" (um filme de corrida). As crianças também podem correr com carros de Lego que eles próprios constroem no Build 'n Test, brincar no "Maniac Challenge", no qual os visitantes jogam jogos para PC de Lego, e programam robôs em "Mindstorms". Os visitantes também podem brincar no "Bionicle Blaster", que é uma versão de xícaras giratórias ou no "Aquazone Wave Racers", um carrossel com água.

### Pirate Shores
Pirate Shores é uma seção aquática e possui seis atrações que molham.
- Splash Battle é uma atração tematizada com canhões de água em um navio pirata, onde os times competidores se encaram.
- Soak 'N Sail é um playground aquático interativo de dois andares que conta com uma coleção de pequenos escorregadores, jatos, canhões e duas torres com baldes de 500 galões de água que esparramam seu conteúdo de tempos em tempos.
- Treasure Falls é um pequeno brinquedo que molha.
- Swabbie's Deck é uma área infantil com água.
- Captain Cranky's Challenge é uma navio pirata falso que se move um trajeto em forma de U e rotaciona bidirecionalmente.
- Skipper School é uma atração de barco ao ar livre no qual adultos e crianças pilotam barcos de Lego ao redor de uma pista de água.
- Pirate Reef foi aberto em maio de 2012 e é uma atração 'shoot the chutes' com componentes interativos incluindo canhões de água e área para montar peças de Lego. A atração é acessível tanto de Pirate Shores quanto de Legoland Water Park![14]

### Land of Adventure
A seção mais recente do parque temático (aberta em maio de 2008), que é projetada para replicar o Egito na década de 1920. "Pharaoh's Revenge" envolve os visitantes atirando bolas de espuma em alvos. No "Beetle Bounce" os visitantes saltam quase 4,6 metros para quase tocar os enormes besouros acima. "Cargo Ace" deixa os visitantes embarcarem em um dos oito aviões para voar a 1,8 metro do chão. "Lost Kingdom Adventure" é a mais recente atração do Legoland California. Os visitantes embarcam em um cavalo para recuperar o tesouro perdido atingindo alvos com pistolas laser ao longo da jornada. Outra atração recentemente aberta é a "Dune Raiders", que é um escorregador.

### Legoland Water Park

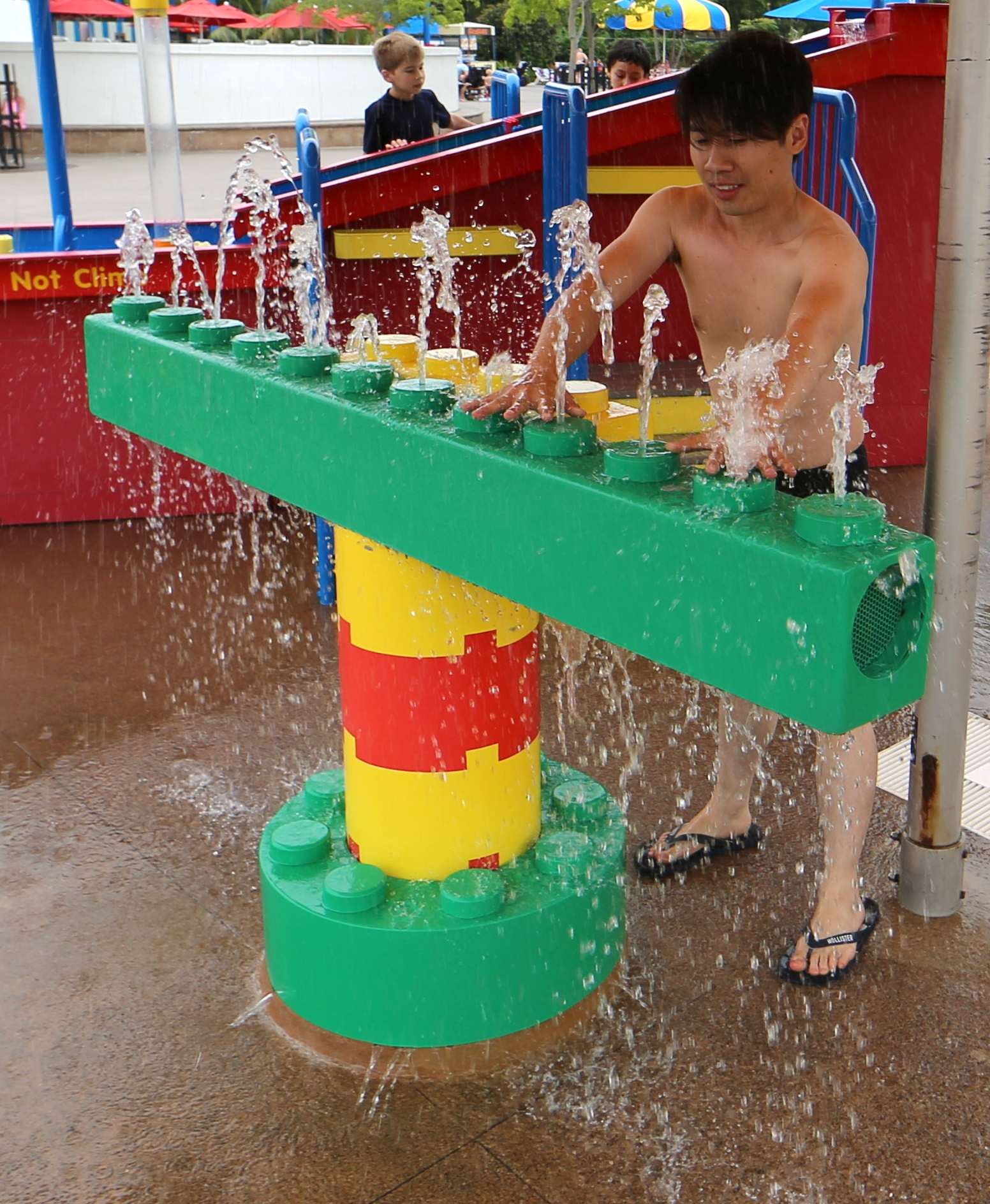
A primeira coisa que os visitantes encontram quando entram no Legoland Water Park é o hydraulophone, um órgão de canos subaquáticos. Ele é a peça central de uma série de exibições interativas em seus lados que ensinam outros elementos de fluxo, como mesas de água e pequenos laboratórios de água – como espaços onde os participantes podem explorar a hidraulofonia (bloqueando jatos de água para criar barulhos, pressão etc) e também cosntruir representas com peças de Lego.

Esta é uma área do parque aquático no Legoland California. A construção começou em setembro de 2009 e ele foi aberto em 28 de maio de 2010. Ele localiza-se próximo às construções em Fun Town. Esta é a primeira Legoland a contar com um parque aquático. Ele não é acessível com um ingresso separado somente para o parque aquático. O Legoland Water Park foi aberto na Flórida dois anos mais tarde. Uma expansão Legends of Chima foi aberta em julho de 2014.

### FIRST LEGO League
Em dezembro, a Legoland abriga o campeonato regional do sul da Califórnia da FIRST LEGO League para decidir qual time de mais de 50 times vai para St. Louis (Missouri) para o FLL World Championships.

## Linha do tempo
- 1999: Abertura do parque
- 2000: Spellbreaker;[15] Aquazone Wave Racers
- 2001: Technic Coaster [16]
- 2002: LEGO Racers 4-D [17]
- 2003: Legoland Sports Jam [18]
- 2004: Dino Island; Coastersaurus;[19] Spellbreaker removed [15]
- 2005: Knight’s Tournament; Wild Woods Golf; Freedom Tower model in Miniland New York[20]
- 2006: Pirate Shores [21]
- 2007: Las Vegas Miniland;[22] Captain Cranky’s Challenge
- 2008: Land of Adventure; Sea Life Aquarium [23]
- 2009: Dune Raiders [24]
- 2010: Legoland Waterpark
- 2011: Star Wars Miniland; Splash Zoo (no Legoland Waterpark)
- 2012: Pirate Reef;[25] Star Wars Miniland Expansion; Claws exhibit at Sea Life Aquarium
- 2013: Legoland Hotel, LEGO Legends of Chima, Junior Conceirge Contest
- 2014: Lego Legends of Chima Water Park[26] Lego Movie Experience